# Municipalità locale di Theewaterskloof
Theewaterskloof è una municipalità locale (in inglese Theewaterskloof Local Municipality) appartenente alla municipalità distrettuale di Overberg della provincia del Capo Occidentale in Sudafrica. 
In base al censimento del 2001 la sua popolazione è di 93.277 abitanti.
La sede amministrativa e legislativa è la città di Caledon e il suo territorio si estende su una superficie di 3.248 km² ed è suddiviso in 12 circoscrizioni elettorali (wards). Il suo codice di distretto è WC031.

## Geografia fisica

### Confini
La municipalità locale di Theewaterskloof confina a nord con quelle di Cape Winelands, Breede Valley e Breede River/Winelands (Cape Winelands), a est con quelle di Swellendam e Cape Agulhas, a sud con quella di Overstrand e a ovest con il municipio metropolitano di Città del Capo.

### Città e comuni
- Bereaville
- Bosmanskloof
- Botrivier
- Caledon
- Dennehof
- Drayton
- Eerstehoop
- Elgin Forest Reserve
- Goudini
- Grabouw
- Greyton
- Genadendal
- Riserva naturale degli Hottentots Holland
- Houhoek
- Jongensklip
- Krige
- Langkuil
- Lebanon State Forest
- Lindeshof
- Middleton
- Nuweberg State Forest
- Oukraal
- Rietpoel
- Riviersonderend
- Riviersonderend State Forest
- Skilpadskloof
- Teslaarsdal
- Villiersdorp

### Fiumi
- Bree
- Palmiet
- Riviersonderend
- Bot

### Dighe
- Arieskraal Dam no.1
- Basil Newmark Dam
- Bergendal
- Boskloof Dam
- Brickfield Dam
- Burtondale Dam
- Drosternes Dam
- Eikenhofdam
- Elandskloof Dam
- Glen Fruin Dam
- Graymead Dam
- Haystack Dam
- Knoflokskraal
- Kogelberg Dam
- Kromvlei Dam
- Meerlust Dam
- Moreson Dam
- Nuweberg Dam
- Old Stable Dam
- Peninsula Dam
- Remhoogte no.1-Dam
- Rietvlei Dam
- Rockview Dam
- Saddle Dam
- Skaapskraal Dam
- Sunnyside Dam
- Theewaterskloofdam
- Three Oaks Dam
- The Valley Dam
- Twaalfontein Dam
- Waterkloof Dam
- Waterval Dam